# Сочивковский сельсовет
Сочивковский сельсовет (бел. Сачыўкаўскі сельсавет; до 2000 года Стрельненский сельсовет) — административная единица на территории Ивановского района Брестской области Белоруссии. Административный центр — агрогородок Сочивки.

## Состав
Сочивковский сельсовет включает 10 населённых пунктов:
- Березляны — деревня.
- Клещи — деревня.
- Кривица — деревня.
- Куляки — деревня.
- Новые Кленки — деревня.
- Сочивки — агрогородок.
- Староселье — деревня.
- Старые Кленки — деревня.
- Стрельно — деревня.
- Сычево — деревня.

## Культура
- Филиал традиционной культуры «Дом травника» Мотольского музея народного творчества в д. Стрельно